# Kleine Feldhofer Grotte

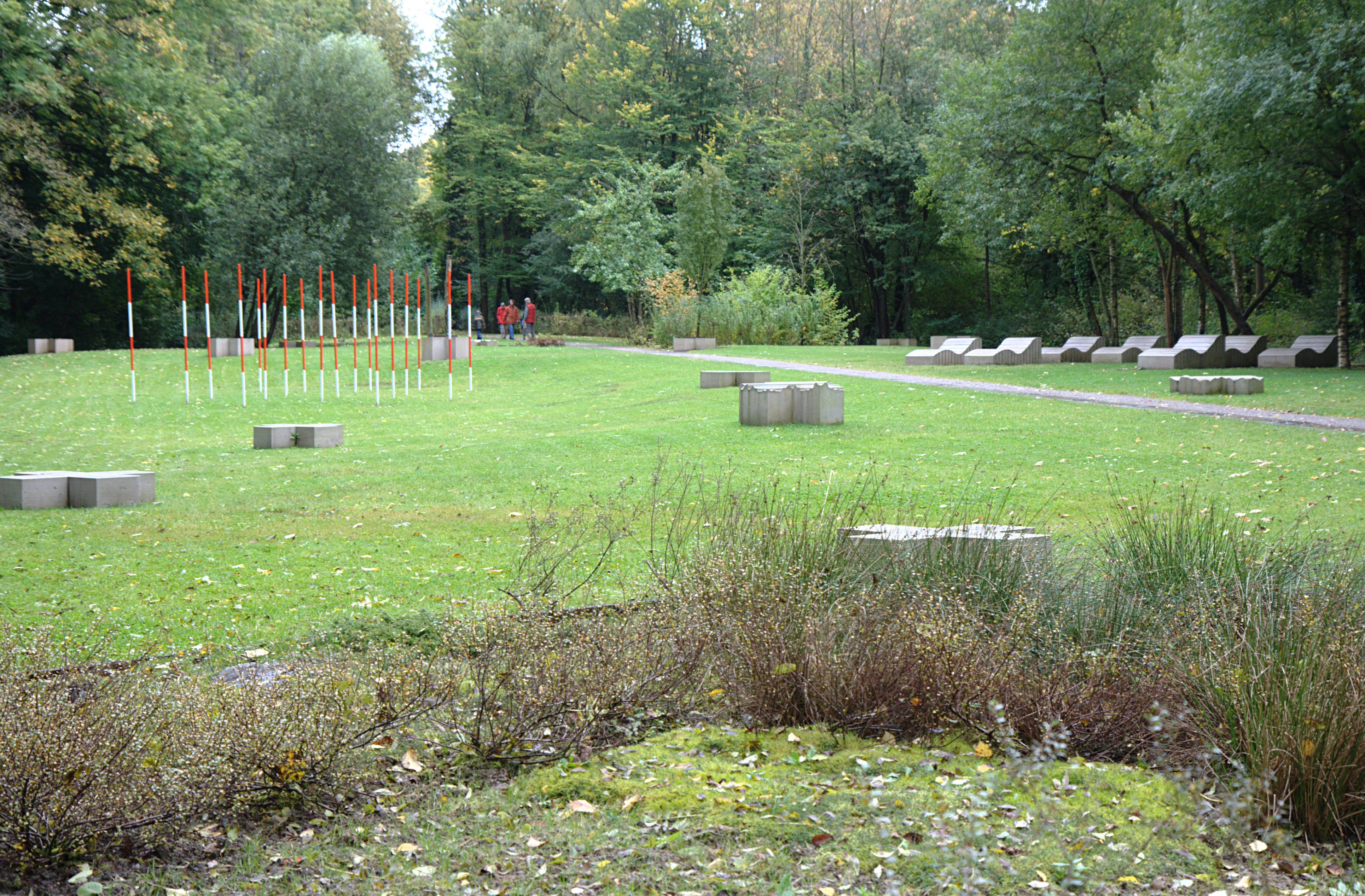
1997 och 2000 års utgrävningsplatser, här i oktober 2008.

Kleine Feldhofer Grotte var tidigare en grotta i Neandertal i Nordrhein-Westfalen dagens Tyskland, där fossilerna från Neanderthal 1 hittades i augusti 1856. Grottan har senare förstörts under gruvdriften där man sprängt med dynamit och transporterat kalksten till Düsseldorf. Under 1920-talet blev området en park.

### Fotnoter
1. ↑  Robin McKie (14 februari 1999). ”Neanderthal Man makes a comeback” (på engelska). Guardian. http://www.theguardian.com/uk/1999/feb/14/robinmckie.theobserver. Läst 8 september 2015.